# Berliner Landespokal 2020/21
Der AOK-Landespokal Berlin 2020/21 war die 95. Austragung des Berliner Landespokals der Männer im Amateurfußball. Der BFC Dynamo setzte sich, am 29. Mai 2021, im Finale gegen den Berliner AK 07 mit 2:1 durch und wurde, zum siebten Mal, Landespokalsieger. Durch diesen Sieg qualifizierte sich der BFC Dynamo für den DFB-Pokal 2021/22.
Das Endspiel fand, im Rahmen des 6. Finaltages der Amateure, am 29. Mai 2021 im Berliner Mommsenstadion statt.

## Auswirkungen der Coronavirus-Pandemie
Aufgrund der beschlossenen Pandemiemaßnahmen, dem sogenannten „Lockdown Light“ der Bundesregierung vom 28. Oktober 2020, wurde das Sporttreiben im Verein vom 2. November an bis zum Monatsende weitestgehend untersagt. Das Präsidium des Berliner Fußball-Verbandes (BFV) folgte am 25. November 2020 dem Wunsch der Vereine, in diesem Jahr keine Pflichtspiele mehr austragen zu müssen. Da die Beschränkungen nicht halfen die Infektionszahlen zu verringern, wurden die Maßnahmen weiter verschärft und mehrere Male verlängert, bis am 6. Januar 2021 die Bundesregierung den zweiten harten Lockdown bekannt gab. Aus der zweiten Videokonferenz des BFV und den noch 32 Vereinen ging am 20. April 2021 hervor, dass nur die fünf Regionalligisten im Wettbewerb verbleiben. Die übrigen 27 Vereine ab der Oberliga, die aufgrund der COVID-19-Pandemie bis auf Weiteres keine Spielerlaubnis hatten, verzichten auf die Teilnahme und werden jeweils mit rund 2400 Euro entschädigt. Der Senat von Berlin erteilte am 29. April 2021 eine Ausnahmegenehmigung für insgesamt vier Spiele ohne Zuschauer. 
Die geplante Auslosung am 30. April 2021 wurde von Oberligist Blau-Weiß 90 gestoppt und forderte, am Wettbewerb teilnehmen zu dürfen. Auf den Pokal-Zug wollte dann auch noch Tasmania Berlin aufspringen, die aber im Gegensatz zu Blau-Weiß 90 die Frist zur Einreichung der Unterlagen verpasste. Die Senatsverwaltung für Inneres und Sport lehnte den Antrag auf eine weitere Teilnahme am Pokalwettbewerb von Oberligist Blau-Weiß 90 ab. Danach bestätigte am 4. Mai 2021 der Beirat des BFV die weitere Durchführung des Wettbewerbes mit den fünf Regionalligisten. Gegen die Beiratsentscheidung legte Blau-Weiß 90 beim Sportgericht Einspruch ein. Der Spielausschuss entschied nach einer Abstimmung die Spiele vorerst planmäßig stattfinden zu lassen. Dies wurde mit der fehlenden Trainings- und Spielerlaubnis des Oberligisten durch die Senatsverwaltung begründet. Der Einspruch von Blau-Weiß 90 gegen die Beiratsentscheidung des Verbandes vom 4. Mai, wurde beim Sportgericht am 27. Mai 2021 wegen eines Formfehlers zurückgewiesen. Einen Tag später wies das Landgericht Berlin eine Einstweilige Verfügung ab, in der Blau-Weiß 90 dem BFV untersagen wollte, das Pokalfinale auszutragen.
Nachdem der Landespokal beendet war, legte Blau-Weiß 90 beim Verbandsgericht des BFV Berufung gegen das Sportgerichtsurteil ein, welches nach eineinhalb Stunden mündlicher Verhandlung zurückgewiesen wurde. Der Berliner Fußball-Verband meldete den BFC Dynamo als Teilnehmer für den DFB-Pokal. Am 1. Juli 2021 hatte jedoch Blau-Weiß 90 gegen diese Benennung und dem Urteil vom Verbandsgericht Revision beim DFB-Bundesgericht eingelegt, die jedoch am 26. Juli abgelehnt wurde.

## Kalender
Die Spiele des diesjährigen Berliner Landespokal wurden an folgenden Terminen ausgetragen:
| Runde               | Datum                    | Spiele    | Vereine   |
| ------------------- | ------------------------ | --------- | --------- |
| Qualifikationsrunde | 22. – 27. August 2020    | 43        | 171 → 128 |
| 1. Hauptrunde       | 11. – 15. September 2020 | 64        | 128 → 640 |
| 2. Hauptrunde       | 10. – 21. Oktober 2020   | 32        | 64 → 32   |
| 3. Hauptrunde       | abgesetzt                | abgesetzt | abgesetzt |
| Achtelfinale        | abgesetzt                | abgesetzt | abgesetzt |
| Viertelfinale       | 15. Mai 2021             | 1         | 5 → 4     |
| Halbfinale          | 22. Mai 2021             | 2         | 4 → 2     |
| Finale              | 29. Mai 2021             | 1         | 2 → 1     |

## Teilnehmende Mannschaften
Am Berliner Landespokal 2020/21 nahmen 171 Berliner 1. Herrenmannschaften von der Regionalliga Nordost bis zur Kreisliga C sowie der Pokalsieger der Freizeitliga teil.
Die Mannschaften gliederten sich für den Berliner Landespokal wie folgt nach Ligaebene auf (In Klammern ist die Ligaebene angegeben, in der der Verein spielt):
| Regionalliga Nordost Berliner Vertreter der Saison 2020/21 | Oberliga Nordost Berliner Vertreter der Saison 2020/21                                                                                     | Berlin-Liga 21 Vertreter der Saison 2020/21 | Landesliga 1. Abteilung 15 Vertreter der Saison 2020/21 | Landesliga 2. Abteilung 14 Vertreter der Saison 2020/21 |
| - VSG Altglienicke (RL) - BFC Dynamo (RL) - Berliner AK 07 (RL) - FC Viktoria 1889 Berlin (RL) - SV Lichtenberg 47 (RL) - Tennis Borussia Berlin (RL)                                                              | - Hertha 03 Zehlendorf (OL) - Blau-Weiß 90 Berlin (OL) - SC Staaken (OL) - Tasmania Berlin (OL) - CFC Hertha 06 (OL) - SFC Stern 1900 (OL) | - SV Sparta Lichtenberg (VL) - Eintracht Mahlsdorf (VL) - Berlin United (VL) - Berliner Sport-Club (VL) - TSV Rudow (VL) - Füchse Berlin Reinickendorf (VL) - TuS Makkabi Berlin (VL) - SV Empor Berlin (VL) - Berlin Türkspor (VL) - FSV Spandauer Kickers (VL) - Frohnauer SC (VL) - Hilalspor Berlin (VL) - SD Croatia Berlin (VL) - BSV Al-Dersimspor (VL) - Türkiyemspor Berlin (VL) - Fortuna Biesdorf (VL) - FC Brandenburg 03 (VL) - 1. FC Wilmersdorf (VL) - FC Stern Marienfelde (VL) - SC Charlottenburg (VL) - 1. FC Novi Pazar 95 Berlin (VL) | - BFC Preussen (LL) - TSV Mariendorf 1897 (LL) - Berolina Stralau (LL) - Concordia Wittenau (LL) - Concordia Britz (LL) - SSC Teutonia 99 (LL) - Köpenicker FC (LL) - Friedenauer TSC (LL) - SV Schmöckwitz-Eichwalde (LL) - BFC Tur Abdin (LL) - SC Gatow (LL) - Weißenseer FC (LL) - Polar Pinguin (LL) - VfB Hermsdorf (LL) - 1. FC Wacker Lankwitz (LL) | - FC Internationale Berlin (LL) - Sportfreunde Johannisthal (LL) - 1. FC Schöneberg (LL) - SV Stern Britz (LL) - Lichtenrader BC 25 (LL) - BFC Meteor 06 (LL) - FC Spandau 06 (LL) - Nordberliner SC (LL) - BSV Grün-Weiss Neukölln (LL) - SSC Südwest 1947 (LL) - SF Charlottenburg-Wilmersdorf (LL) - BSV Heinersdorf (LL) - 1. FC Lübars (LL) - SC Borsigwalde 1910 (LL) |
| Bezirksliga Saison 2020/21 | Kreisliga A Saison 2020/21 | Kreisliga B Saison 2020/21 | Kreisliga C Saison 2020/21 | Freizeitliga Pokalsieger der Saison 2019/20 |
| 37 Vertreter der drei Abteilungen (BL) | 29 Vertreter der vier Abteilungen (KLA) | 39 Vertreter der sechs Abteilungen (KLB) | 3 Vertreter der vier Abteilungen (KLC) | Hertha 03 Zehlendorf (FZL) |
| Ligaebene in Klammern: • RL = Regionalliga • OL = Oberliga • VL = Verbandsliga (Berlin-Liga) • LL = Landesliga • BL = Bezirksliga • KLA = Kreisliga A • KLB = Kreisliga B • KLC = Kreisliga C • FZL = Freizeitliga | | | | |

## Spielmodus
Der Berliner Landespokal 2020/21 wurde im K.-o.-System ausgetragen. Es wurde zunächst versucht, in 90 Minuten einen Gewinner auszuspielen. Stand es danach unentschieden, kam es wie in anderen Pokalwettbewerben zu einer dreißigminütigen Verlängerung. War danach immer noch kein Sieger gefunden, wurde dieser im Elfmeterschießen nach dem bekannten Muster ermittelt. Bis zum Achtelfinale hätten klassenniedrigere Mannschaften Heimrecht.

## Turnierbaum
| Viertelfinale | Viertelfinale           | Viertelfinale  |    |                         | Halbfinale | Halbfinale | Halbfinale |  |  | Finale | Finale | Finale |
|               |                         |                |    |                         |            |            |            |  |  |        |        |        |
| RL            | FC Viktoria 1889 Berlin | 3              |    |                         |            |            |            |  |  |        |        |        |
| RL            | Tennis Borussia Berlin  | 0              |    |                         |            |            |            |  |  |        |        |        |
| RL            | Tennis Borussia Berlin  | 0              | RL | FC Viktoria 1889 Berlin | 0          |            |            |  |  |        |        |        |
|               |                         |                | RL | FC Viktoria 1889 Berlin | 0          |            |            |  |  |        |        |        |
|               | RL                      | BFC Dynamo     | 3  |                         |            |            |            |  |  |        |        |        |
| RL            | RL                      | BFC Dynamo     | 3  | BFC Dynamo              | Freilos    |            |            |  |  |        |        |        |
| RL            |                         |                |    | BFC Dynamo              | Freilos    |            |            |  |  |        |        |        |
|               |                         |                |    |                         |            |            |            |  |  |        |        |        |
| RL            | BFC Dynamo              | 2              |    |                         |            |            |            |  |  |        |        |        |
| RL            | BFC Dynamo              | 2              |    |                         |            |            |            |  |  |        |        |        |
|               | RL                      | Berliner AK 07 | 1  |                         |            |            |            |  |  |        |        |        |
| RL            | RL                      | Berliner AK 07 | 1  | VSG Altglienicke        | Freilos    |            |            |  |  |        |        |        |
| RL            |                         |                |    | VSG Altglienicke        | Freilos    |            |            |  |  |        |        |        |
|               |                         |                |    |                         |            |            |            |  |  |        |        |        |
| RL            | VSG Altglienicke        | 0              |    |                         |            |            |            |  |  |        |        |        |
| RL            | VSG Altglienicke        | 0              |    |                         |            |            |            |  |  |        |        |        |
|               | RL                      | Berliner AK 07 | 4  |                         |            |            |            |  |  |        |        |        |
| RL            | RL                      | Berliner AK 07 | 4  | Berliner AK 07          | Freilos    |            |            |  |  |        |        |        |
| RL            |                         |                |    | Berliner AK 07          | Freilos    |            |            |  |  |        |        |        |
|               |                         |                |    |                         |            |            |            |  |  |        |        |        |

## Ergebnisse

### Qualifikationsrunde
An der Qualifikationsrunde nahmen 87 Mannschaften teil, die in der Vorsaison, in der Bezirksliga ab Platz 13 abwärts einkamen.
Die Auslosung wurde am 7. August 2020 vorgenommen.
| Datum                |                                  | Ergebnis              |                                     |
| -------------------- | -------------------------------- | --------------------- | ----------------------------------- |
| Sa 22.08., 14:00 Uhr | Borussia Pankow (KLB)            | 7:2                   | FC Arminia Tegel (KLA)              |
| So 23.08., 10:00 Uhr | WFC Corso 99/Vineta (KLB)        | 2:4                   | Kickers Hirschgarten (BL)           |
| So 23.08., 10:30 Uhr | Alemannia 06 Haselhorst (KLB)    | 2:3                   | CSV Olympia 1897 (KLA)              |
| So 23.08., 11:00 Uhr | SV Nord Wedding (KLA)            | 3:1                   | BSC Eintracht/Südring 1931 (KLA)    |
| So 23.08., 11:00 Uhr | VSG Rahnsdorf (KLB)              | 1:2                   | VfB Einheit zu Pankow (KLA)         |
| So 23.08., 11:30 Uhr | SC Siemensstadt (KLB)            | 2:3                   | SG Eichkamp-Rupenhorn (KLA)         |
| So 23.08., 11:30 Uhr | SG Prenzlauer Berg (KLB)         | 1:4                   | FC Polonia (KLA)                    |
| So 23.08., 12:00 Uhr | TSV Eiche Köpenick (KLB)         | 2:4                   | FC Treptow (KLA)                    |
| So 23.08., 12:00 Uhr | SV Treptow 46 (KLB)              | 0:5                   | FC Al-Kauthar (KLB)                 |
| So 23.08., 12:00 Uhr | SV Norden-Nordwest (KLB)         | 3:2                   | 1. FC Marzahn (KLB)                 |
| So 23.08., 12:00 Uhr | SC Lankwitz (KLB)                | 0:3                   | Rot-Weiß Hellersdorf (KLA)          |
| So 23.08., 12:30 Uhr | Grün Weiss Baumschulenweg (KLB)  | 4:3                   | BSC Reinickendorf 21 (KLB)          |
| So 23.08., 12:30 Uhr | BFC Alemannia 90 (KLB)           | 4:1                   | 1. FFV Spandau (KLB)                |
| So 23.08., 13:00 Uhr | BSC Kickers 1900 (KLA)           | 1:3                   | FC Concordia Wilhelmsruh (BL)       |
| So 23.08., 13:00 Uhr | Club Italia-AdW (KLB)            | 2:0                   | Blau-Weiß Hohenschönhausen (KLB)    |
| So 23.08., 13:00 Uhr | SC Union Südost (KLB)            | 3:2 n. V.             | FV Wannsee (KLA)                    |
| So 23.08., 13:30 Uhr | FC Grunewald (KLC)               | 0:9                   | FV Blau-Weiss Spandau (KLA)         |
| So 23.08., 13:30 Uhr | SV Askania Coepenick (KLB)       | 2:3                   | SV Süden 09 (KLA)                   |
| So 23.08., 14:00 Uhr | SV Adler Berlin (KLA)            | 3:0                   | NSF Gropiusstadt (BL)               |
| So 23.08., 14:00 Uhr | NFC Rot-Weiß Berlin (KLB)        | 1:3                   | Steglitz GB (BL)                    |
| So 23.08., 14:00 Uhr | DJK Roland-Borsigwalde (KLB)     | 1:1 n. V. (6:5 i. E.) | SV Karow 96 (KLB)                   |
| So 23.08., 14:00 Uhr | BSC Marzahn (BL)                 | 2:7                   | Sportfreunde Kladow (BL)            |
| So 23.08., 14:00 Uhr | FC Hellas (KLB)                  | 1:4                   | TSV Lichtenberg (BL)                |
| So 23.08., 14:00 Uhr | SV Deportivo Latino (KLB)        | 0:2                   | FC Amed (BL)                        |
| So 23.08., 14:00 Uhr | Hertha 03 Zehlendorf (FZL)       | 9:1                   | BFC Germania 1888 (KLB)             |
| So 23.08., 14:00 Uhr | RFC Liberta (KLB)                | 0:2                   | Sport-Union Berlin (KLA)            |
| So 23.08., 14:00 Uhr | SV BVB 49 (KLB)                  | 4:1                   | SV Hürriyet Burgund (KLB)           |
| So 23.08., 14:15 Uhr | SG Nordring 1949 (KLB)           | 0:6                   | SV Bau-Union Berlin (KLB)           |
| So 23.08., 14:15 Uhr | SV Rot-Weiß Viktoria Mitte (KLB) | 3:4                   | MSV Normannia 08 (BL)               |
| So 23.08., 14:30 Uhr | BSV Hürtürkel (KLA)              | 1:3                   | Rixdorfer SV (KLA)                  |
| So 23.08., 14:30 Uhr | Berliner TSC (KLA)               | 3:1                   | SG Rotation Prenzlauer Berg (BL)    |
| So 23.08., 14:30 Uhr | ASV Berlin (KLB)                 | 1:7                   | Blau-Weiß Mahlsdorf/Waldesruh (KLA) |
| So 23.08., 15:00 Uhr | SC Bosna Berlin (KLB)            | 2:1                   | Cimbria Trabzonspor Berlin (BL)     |
| So 23.08., 15:00 Uhr | FC NORDOST Berlin (KLA)          | 3:0                   | NSC Marathon 02 (KLA)               |
| So 23.08., 15:00 Uhr | Minerva 93 Berlin (KLB)          | 3:1                   | Blau Weiß Friedrichshain (BL)       |
| So 23.08., 15:00 Uhr | Friedrichshagener SV (KLA)       | 3:2                   | JFC Berlin (KLA)                    |
| So 23.08., 15:00 Uhr | SC Westend 1901 (KLA)            | 3:4                   | Traber FC Mariendorf (KLA)          |
| So 23.08., 15:30 Uhr | SC Berliner Amateure (KLA)       | 4:1                   | FK Srbija Berlin (BL)               |
| So 23.08., 16:00 Uhr | FC Karame (KLB)                  | 2:2 n. V. (4:2 i. E.) | SpVgg Tiergarten (KLA)              |
| So 23.08., 16:15 Uhr | Victoria Friedrichshain (KLA)    | 2:7                   | Blau-Weiss Berolina Mitte (BL)      |
| Do 27.08., 19:00 Uhr | HFC Schwarz-Weiß (KLC)           | 0:9                   | FCK Frohnau (KLB)                   |
| Do 27.08., 19:20 Uhr | SC Capri (KLB)                   | 1:4                   | SV Pfeffersport (KLA)               |
| Do 27.08., 19:30 Uhr | BSC Göktürkspor (KLC)            | 0:9                   | VfB Sperber Neukölln (KLB)          |
| 0                    |                                  | kampflos 1            | Spandauer FC Veritas (BL)           |

### 1. Hauptrunde
An der 1. Hauptrunde nahmen 128 Mannschaften teil, die sich aus den Siegern der Qualifikationsrunde und den Vertretungen zusammensetzten, die in der Vorsaison bis zum zwölften Platz der Bezirksliga einkamen.
| Datum                 |                                     | Ergebnis              |                                    |
| --------------------- | ----------------------------------- | --------------------- | ---------------------------------- |
| Fr .11.09., 19:00 Uhr | Blau-Weiss Berolina Mitte (BL)      | 3:4                   | Lichtenrader BC 25 (LL)            |
| Fr .11.09., 19:15 Uhr | FC Stern Marienfelde (VL)           | 2:3                   | Blau-Weiß 90 Berlin (OL)           |
| Sa 12.09., 14:00 Uhr  | FC Al-Kauthar (KLB)                 | 3:4                   | Sport-Union Berlin (KLA)           |
| Sa 12.09., 14:00 Uhr  | Borussia Pankow (KLB)               | 1:7                   | SSC Teutonia 99 (LL)               |
| Sa 12.09., 14:00 Uhr  | Adlershofer BC (BL)                 | 0:6                   | Berlin Türkspor (VL)               |
| Sa 12.09., 14:30 Uhr  | SV Adler Berlin (KLA)               | 0:6                   | Schwarz-Weiß Spandau (BL)          |
| Sa 12.09., 15:00 Uhr  | Köpenicker FC (LL)                  | 1:4                   | FC Internationale Berlin (LL)      |
| Sa 12.09., 15:00 Uhr  | Sportfreunde Kladow (BL)            | 7:0                   | Wartenberger SV (BL)               |
| Sa 12.09., 18:30 Uhr  | Tennis Borussia Berlin (RL)         | 8:0                   | BSV Oranke (BL)                    |
| So 13.09., 09:00 Uhr  | Minerva 93 Berlin (KLB)             | 7:1                   | Kickers Hirschgarten (BL)          |
| So 13.09., 10:00 Uhr  | DJK Roland-Borsigwalde (KLB)        | 0:8                   | SC Staaken (OL)                    |
| So 13.09., 10:30 Uhr  | 1. FC Wacker Lankwitz (LL)          | 3:0                   | SD Croatia Berlin (VL)             |
| So 13.09., 10:45 Uhr  | FC Spandau 06 (LL)                  | 1:3                   | Berliner Sport-Club (VL)           |
| So 13.09., 11:30 Uhr  | Grün Weiss Baumschulenweg (KLB)     | 0:8                   | CFC Hertha 06 (OL)                 |
| So 13.09., 12:00 Uhr  | Nordberliner SC (LL)                | 4:1                   | FC Brandenburg 03 (VL)             |
| So 13.09., 12:00 Uhr  | Berliner SV 1892 (BL)               | 3:1                   | SV Buchholz (BL)                   |
| So 13.09., 12:00 Uhr  | TuS Makkabi Berlin (VL)             | 7:0                   | Fortuna Biesdorf (VL)              |
| So 13.09., 12:00 Uhr  | DJK Schwarz-Weiß Neukölln (BL)      | 3:3 n. V. (1:4 i. E.) | BSV Heinersdorf (LL)               |
| So 13.09., 12:00 Uhr  | SC Union Südost (KLB)               | 0:5                   | Hertha 03 Zehlendorf (OL)          |
| So 13.09., 12:00 Uhr  | FCK Frohnau (KLB)                   | 5:6 n. V.             | SSV Köpenick-Oberspree (BL)        |
| So 13.09., 13:00 Uhr  | Anadoluspor Berlin (BL)             | 4:2 n. V.             | Türkiyemspor Berlin (VL)           |
| So 13.09., 13:00 Uhr  | Spandauer FC Veritas (BL)           | 7:2 n. V.             | VfB Berlin-Friedrichshain (BL)     |
| So 13.09., 14:00 Uhr  | SV Bau-Union Berlin (KLB)           | 1:8                   | SV Pfeffersport (KLA)              |
| So 13.09., 14:00 Uhr  | SV BVB 49 (KLB)                     | 5:5 n. V. (4:5 i. E.) | FV Blau-Weiss Spandau (KLA)        |
| So 13.09., 14:00 Uhr  | BFC Alemannia 90 (KLB)              | 01:10                 | SV Sparta Lichtenberg (VL)         |
| So 13.09., 14:00 Uhr  | FC Concordia Wilhelmsruh (BL)       | 0:6                   | BFC Dynamo (RL)                    |
| So 13.09., 14:00 Uhr  | Berliner TSC (KLA)                  | 3:5                   | Concordia Wittenau (LL)            |
| So 13.09., 14:00 Uhr  | VfB Einheit zu Pankow (KLA)         | 1:4                   | BSV Al-Dersimspor (VL)             |
| So 13.09., 14:00 Uhr  | FC Polonia (KLA)                    | 1:4                   | Tasmania Berlin (OL)               |
| So 13.09., 14:00 Uhr  | SV Norden-Nordwest (KLB)            | 3:8                   | Steglitz GB (BL)                   |
| So 13.09., 14:00 Uhr  | VfB Hermsdorf (LL)                  | 6:1                   | SF Charlottenburg-Wilmersdorf (LL) |
| So 13.09., 14:00 Uhr  | MSV Normannia 08 (BL)               | 1:3                   | BSC Rehberge 1945 (BL)             |
| So 13.09., 14:05 Uhr  | FSV Hansa 07 Berlin (BL)            | 1:0                   | FSV Spandauer Kickers (VL)         |
| So 13.09., 14:15 Uhr  | Rot-Weiß Hellersdorf (KLA)          | 1:8                   | SC Borsigwalde 1910 (LL)           |
| So 13.09., 14:15 Uhr  | SG Blankenburg (BL)                 | 2:4                   | SFC Stern 1900 (OL)                |
| So 13.09., 14:15 Uhr  | FSV Fortuna Pankow (BL)             | 0:4                   | Hilalspor Berlin (VL)              |
| So 13.09., 14:15 Uhr  | SV Nord Wedding (KLA)               | 0:5                   | 1. FC Wilmersdorf (VL)             |
| So 13.09., 14:15 Uhr  | BFC Tur Abdin (LL)                  | 1:2                   | BSV Grün-Weiss Neukölln (LL)       |
| So 13.09., 14:30 Uhr  | 1. FC Lübars (LL)                   | 2:0                   | Berolina Stralau (LL)              |
| So 13.09., 14:30 Uhr  | SG Eichkamp-Rupenhorn (KLA)         | 2:3 n. V.             | FC Amed (BL)                       |
| So 13.09., 14:30 Uhr  | Weißenseer FC (LL)                  | 5:1                   | Berlin United (VL)                 |
| So 13.09., 14:30 Uhr  | Traber FC Mariendorf (KLA)          | 2:5                   | Concordia Britz (LL)               |
| So 13.09., 14:30 Uhr  | Rixdorfer SV (KLA)                  | 00:15                 | SV Lichtenberg 47 (RL)             |
| So 13.09., 14:30 Uhr  | Friedenauer TSC (LL)                | 5:2                   | 1. FC Schöneberg (LL)              |
| So 13.09., 14:30 Uhr  | TSV Lichtenberg (BL)                | 1:2 n. V.             | SC Gatow (LL)                      |
| So 13.09., 14:30 Uhr  | VfB Sperber Neukölln (KLB)          | 4:6                   | SFC Friedrichshain (BL)            |
| So 13.09., 15:00 Uhr  | Blau-Weiß Mahlsdorf/Waldesruh (KLA) | 3:5                   | 1. FC Novi Pazar 95 Berlin (VL)    |
| So 13.09., 15:00 Uhr  | FC Karame (KLB)                     | 4:2                   | SC Bosna Berlin (KLB)              |
| So 13.09., 15:00 Uhr  | Club Italia AdW (KLB)               | 01:10                 | Eintracht Mahlsdorf (VL)           |
| So 13.09., 15:00 Uhr  | SV Blau-Gelb Berlin (BL)            | 3:1                   | SV Schmöckwitz-Eichwalde (LL)      |
| So 13.09., 15:00 Uhr  | SC Berliner Amateure (KLA)          | 1:4                   | Füchse Berlin Reinickendorf (VL)   |
| So 13.09., 15:00 Uhr  | FC Liria Berlin (BL)                | 1:4                   | TSV Mariendorf 1897 (LL)           |
| So 13.09., 15:00 Uhr  | FC NORDOST Berlin (KLA)             | 2:3                   | Blau-Weiß Hohen Neuendorf (BL)     |
| So 13.09., 15:00 Uhr  | SC Union 06 Berlin (BL)             | 1:3 n. V.             | SSC Südwest 1947 (LL)              |
| So 13.09., 15:00 Uhr  | CSV Olympia 1897 (KLA)              | 00:18                 | Frohnauer SC (VL)                  |
| So 13.09., 15:00 Uhr  | Grünauer BC (BL)                    | 5:3                   | BFC Meteor 06 (LL)                 |
| So 13.09., 15:00 Uhr  | Sportfreunde Johannisthal (LL)      | 4:5                   | SC Charlottenburg (VL)             |
| So 13.09., 15:00 Uhr  | SV Süden 09 (KLA)                   | 2:3                   | Polar Pinguin (LL)                 |
| So 13.09., 15:00 Uhr  | TSV Rudow (VL)                      | 1:3                   | Berliner AK 07 (RL)                |
| So 13.09., 15:00 Uhr  | SG Stern Kaulsdorf (BL)             | 0:2                   | BFC Preussen (LL)                  |
| So 13.09., 15:15 Uhr  | BFC Südring (BL)                    | 1:8                   | SV Stern Britz (LL)                |
| So 13.09., 16:00 Uhr  | Friedrichshagener SV (KLA)          | 1:6                   | FC Viktoria 1889 Berlin (RL)       |
| So 13.09., 16:00 Uhr  | FC Treptow (KLA)                    | 0:9                   | SV Empor Berlin (VL)               |
| Di .15.09., 19:45 Uhr | Hertha 03 Zehlendorf (FZL)          | 01:10                 | VSG Altglienicke (RL)              |

### 2. Hauptrunde
An der 2. Hauptrunde nahmen die 64 Sieger der 1. Hauptrunde teil.
Die Auslosung nahm am 18. September 2020 der Kanute Sebastian Brendel vor.
| Datum                 |                               | Ergebnis              |                                  |
| --------------------- | ----------------------------- | --------------------- | -------------------------------- |
| Sa 10.10., 12:30 Uhr  | SSV Köpenick-Oberspree (BL)   | 2:5                   | Lichtenrader BC 25 (LL)          |
| Sa 10.10., 13:30 Uhr  | SV Lichtenberg 47 (RL)        | 1:2                   | Tennis Borussia Berlin (RL)      |
| So 11.10., 10:45 Uhr  | Schwarz-Weiß Spandau (BL)     | 0:4                   | SV Stern Britz (LL)              |
| So 11.10., 11:20 Uhr  | 1. FC Wacker Lankwitz (LL)    | 4:0 n. V.             | Berlin Türkspor (VL)             |
| So 11.10., 12:00 Uhr  | FC Internationale Berlin (LL) | 1:2                   | Nordberliner SC (LL)             |
| So 11.10., 12:00 Uhr  | TuS Makkabi Berlin (VL)       | 1:1 n. V. (6:7 i. E.) | Hertha 03 Zehlendorf (OL)        |
| So 11.10., 12:00 Uhr  | SSC Südwest 1947 (LL)         | 1:3                   | Eintracht Mahlsdorf (VL)         |
| So 11.10., 12:00 Uhr  | SV Empor Berlin (VL)          | 4:1                   | SFC Stern 1900 (OL)              |
| So 11.10., 12:00 Uhr  | BFC Preussen (LL)             | 1:5                   | SV Sparta Lichtenberg (VL)       |
| So 11.10., 12:15 Uhr  | Berliner SV 1892 (BL)         | 0:5                   | Blau-Weiß 90 Berlin (OL)         |
| So 11.10., 13:00 Uhr  | Spandauer FC Veritas (BL)     | 2:1                   | Blau-Weiß Hohen Neuendorf (BL)   |
| So 11.10., 13:00 Uhr  | SV Blau-Gelb Berlin (BL)      | 2:3                   | SSC Teutonia 99 (LL)             |
| So 11.10., 13:00 Uhr  | Anadoluspor Berlin (BL)       | 3:2                   | BSV Grün-Weiss Neukölln (LL)     |
| So 11.10., 13:30 Uhr  | 1. FC Lübars (LL)             | 00:11                 | VSG Altglienicke (RL)            |
| So 11.10., 13:30 Uhr  | FV Blau-Weiss Spandau (KLA)   | 3:2                   | SV Pfeffersport (KLA)            |
| So 11.10., 14:00 Uhr  | Concordia Britz (LL)          | 0:3                   | FC Viktoria 1889 Berlin (RL)     |
| So 11.10., 14:00 Uhr  | FC Amed (BL)                  | 0:2                   | SC Staaken (OL)                  |
| So 11.10., 14:00 Uhr  | CFC Hertha 06 (OL)            | 1:2                   | Tasmania Berlin (OL)             |
| So 11.10., 14:00 Uhr  | VfB Hermsdorf (LL)            | 4:3                   | Hilalspor Berlin (VL)            |
| So 11.10., 14:00 Uhr  | Grünauer BC (BL)              | 2:4                   | Weißenseer FC (LL)               |
| So 11.10., 14:00 Uhr  | SC Gatow (LL)                 | 1:7                   | BFC Dynamo (RL)                  |
| So 11.10., 14:00 Uhr  | BSC Rehberge 1945 (BL)        | 1:8                   | Frohnauer SC (VL)                |
| So 11.10., 14:15 Uhr  | SC Borsigwalde 1910 (LL)      | 0:7                   | Berliner AK 07 (RL)              |
| So 11.10., 14:30 Uhr  | SFC Friedrichshain (BL)       | 0:4                   | BSV Heinersdorf (LL)             |
| So 11.10., 14:30 Uhr  | Friedenauer TSC (LL)          | 6:0                   | BSV Al-Dersimspor (VL)           |
| So 11.10., 15:00 Uhr  | FC Karame (KLB)               | 0:6                   | TSV Mariendorf 1897 (LL)         |
| So 11.10., 15:00 Uhr  | Steglitz GB (BL)              | 0:5                   | FSV Hansa 07 Berlin (BL)         |
| So 11.10., 15:00 Uhr  | Sport-Union Berlin (KLA)      | 0:4                   | 1. FC Novi Pazar 95 Berlin (LL)  |
| Di .20.10., 19:00 Uhr | Sportfreunde Kladow (BL)      | 4:3                   | Polar Pinguin (LL)               |
| Mi .21.10., 19:00 Uhr | SC Charlottenburg (VL)        | 2:8                   | Berliner Sport-Club (VL)         |
| Mi .21.10., 19:00 Uhr | Concordia Wittenau (LL)       | 4:3 n. V.             | 1. FC Wilmersdorf (VL)           |
| Mi .21.10., 19:30 Uhr | Minerva 93 Berlin (KLB)       | 1:4                   | Füchse Berlin Reinickendorf (VL) |

### 3. Hauptrunde
Für die 3. Hauptrunde qualifizierten sich die 32 Sieger der 2. Hauptrunde.
Die Auslosung wurde am 16. Oktober 2020 vorgenommen.
| Datum                |                                  | Ergebnis  |                                 |
| -------------------- | -------------------------------- | --------- | ------------------------------- |
| Sa 14.11., 14:00 Uhr | SV Empor Berlin (VL)             | abgesetzt | Tasmania Berlin (OL)            |
| Sa 14.11., 15:00 Uhr | Friedenauer TSC (LL)             | abgesetzt | Weißenseer FC (LL)              |
| So 15.11., 11:00 Uhr | Concordia Wittenau (LL)          | abgesetzt | Nordberliner SC (LL)            |
| So 15.11., 11:00 Uhr | Berliner Sport-Club (VL)         | abgesetzt | Tennis Borussia Berlin (RL)     |
| So 15.11., 12:30 Uhr | Lichtenrader BC 25 (LL)          | abgesetzt | Blau-Weiß 90 Berlin (OL)        |
| So 15.11., 12:45 Uhr | Frohnauer SC (VL)                | abgesetzt | Eintracht Mahlsdorf (VL)        |
| So 15.11., 13:00 Uhr | Spandauer FC Veritas (BL)        | abgesetzt | Hertha 03 Zehlendorf (OL)       |
| So 15.11., 13:00 Uhr | Anadoluspor Berlin (BL)          | abgesetzt | 1. FC Novi Pazar 95 Berlin (VL) |
| So 15.11., 13:30 Uhr | FV Blau-Weiss Spandau (KLA)      | abgesetzt | 1. FC Wacker Lankwitz (LL)      |
| So 15.11., 14:00 Uhr | SSC Teutonia 99 (LL)             | abgesetzt | BSV Heinersdorf (LL)            |
| So 15.11., 14:00 Uhr | SC Staaken (OL)                  | abgesetzt | VSG Altglienicke (RL)           |
| So 15.11., 14:00 Uhr | Sportfreunde Kladow (BL)         | abgesetzt | Berliner AK 07 (RL)             |
| So 15.11., 14:00 Uhr | VfB Hermsdorf (LL)               | abgesetzt | TSV Mariendorf 1897 (LL)        |
| So 15.11., 14:15 Uhr | FSV Hansa 07 Berlin (BL)         | abgesetzt | SV Stern Britz (LL)             |
| So 15.11., 14:30 Uhr | SV Sparta Lichtenberg (VL)       | abgesetzt | BFC Dynamo (RL)                 |
| So 15.11., 15:00 Uhr | Füchse Berlin Reinickendorf (VL) | abgesetzt | FC Viktoria 1889 Berlin (RL)    |

### Viertelfinale (Ausscheidungsspiel)
Im Viertelfinale kam es zum Ausscheidungsspiel zweier Regionalligisten.
Die Auslosung wurde am 5. Mai 2021 vorgenommen.
| Datum                |                              | Ergebnis |                             |
| -------------------- | ---------------------------- | -------- | --------------------------- |
| Sa 15.05., 13:30 Uhr | FC Viktoria 1889 Berlin (RL) | 3:0      | Tennis Borussia Berlin (RL) |

Durch ein Freilos zogen der BFC Dynamo, die VSG Altglienicke und der Berliner AK 07 direkt in das Halbfinale ein.

### Halbfinale
Am Halbfinale nahmen die vier Sieger aus dem Viertelfinale teil.
Die Auslosung wurde am 5. Mai 2021 vorgenommen.
| Datum                |                              | Ergebnis |                     |
| -------------------- | ---------------------------- | -------- | ------------------- |
| Sa 22.05., 12:00 Uhr | FC Viktoria 1889 Berlin (RL) | 0:3      | BFC Dynamo (RL)     |
| Sa 22.05., 15:00 Uhr | VSG Altglienicke (RL)        | 0:4      | Berliner AK 07 (RL) |

### Finale
| BFC Dynamo                                                    | BFC Dynamo | Berliner AK 07 | Berliner AK 07 |
| ------------------------------------------------------------- | --- | --- | -------------- |
| BFC Dynamo                                                    | \| Samstag, 29. Mai 2021 um 13:00 Uhr in Berlin (Mommsenstadion) \| \| Ergebnis: 2:1 (0:0) \| \| Zuschauer: keine (aufgrund der Corona-Pandemie) \| \| Schiedsrichter: Matthias Alm \|                                                                                           | \| Samstag, 29. Mai 2021 um 13:00 Uhr in Berlin (Mommsenstadion) \| \| Ergebnis: 2:1 (0:0) \| \| Zuschauer: keine (aufgrund der Corona-Pandemie) \| \| Schiedsrichter: Matthias Alm \|                                                                                  | Berliner AK 07 |
| BFC Dynamo                                                    | Kevin Sommer – Joey Breitfeld, Chris Reher, Niklas Brandt, Michael Blum – Philip Schulz – Matthias Steinborn (90. Justin Engfer), Marvin Kleihs (78. Erolind Krasniqi), Andreas Pollasch (72. Marcel Stutter), Alexander Siebeck – Andor Bolyki Cheftrainer: Christian Benbennek | Pascal Kühn – Shawn Kauter , Charmaine Häusl, Justin Gerlach – Florijon Belegu (89. Ben Meyer), Philip Fontein (83. Emre Aslan), Rintarō Yajima, Uğur Tezel – Michel Ulrich (46. Ahmad Rmieh), Nader Jindaoui, Ali Abu-Alfa (63. Lukas Lämmel) Cheftrainer: André Meyer | Berliner AK 07 |
| BFC Dynamo                                                    | 1:0 Andreas Pollasch (48.) 2:0 Matthias Steinborn (88.) | 2:1 Nader Jindaoui (90.+2', Foulstrafstoß) | Berliner AK 07 |
| BFC Dynamo                                                    | Marvin Kleihs | Shawn Kauter | Berliner AK 07 |
| BFC Dynamo                                                    | Uğur Tezel (43.) | | Berliner AK 07 |
| Samstag, 29. Mai 2021 um 13:00 Uhr in Berlin (Mommsenstadion) | | |                |
| Ergebnis: 2:1 (0:0)                                           | | |                |
| Zuschauer: keine (aufgrund der Corona-Pandemie)               | | |                |
| Schiedsrichter: Matthias Alm                                  | | |                |

## Der Landespokalsieger im DFB-Pokal 2021/22
| Datum                      |                 | Ergebnis  |                   | Runde         |
| -------------------------- | --------------- | --------- | ----------------- | ------------- |
| Sa., 07.08.2021, 15:30 Uhr | BFC Dynamo (IV) | 0:6 (0:2) | VfB Stuttgart (I) | 1. Hauptrunde |